# Хаусманнштеттен
Хаусманнштеттен (нем. Hausmannstätten) — ярмарочная община в Австрии, в федеральной земле Штирия. Входит в состав округа Грац-Умгебунг. 
Население составляет 2692 человека (на 31 декабря 2005 года). Занимает площадь 7,00 км². Официальный код  —  60619.

## Политическая ситуация
Бургомистр общины — Дипль.-Инг. Вернер Киркстайгер (АНП) по результатам выборов 2005 года.
Совет представителей общины (нем. Gemeinderat) состоит из 15 мест.
- АНП занимает 10 мест.
- СДПА занимает 3 места.
- АПС занимает 1 место.
- Зелёные занимают 1 место.